# Нинборстель

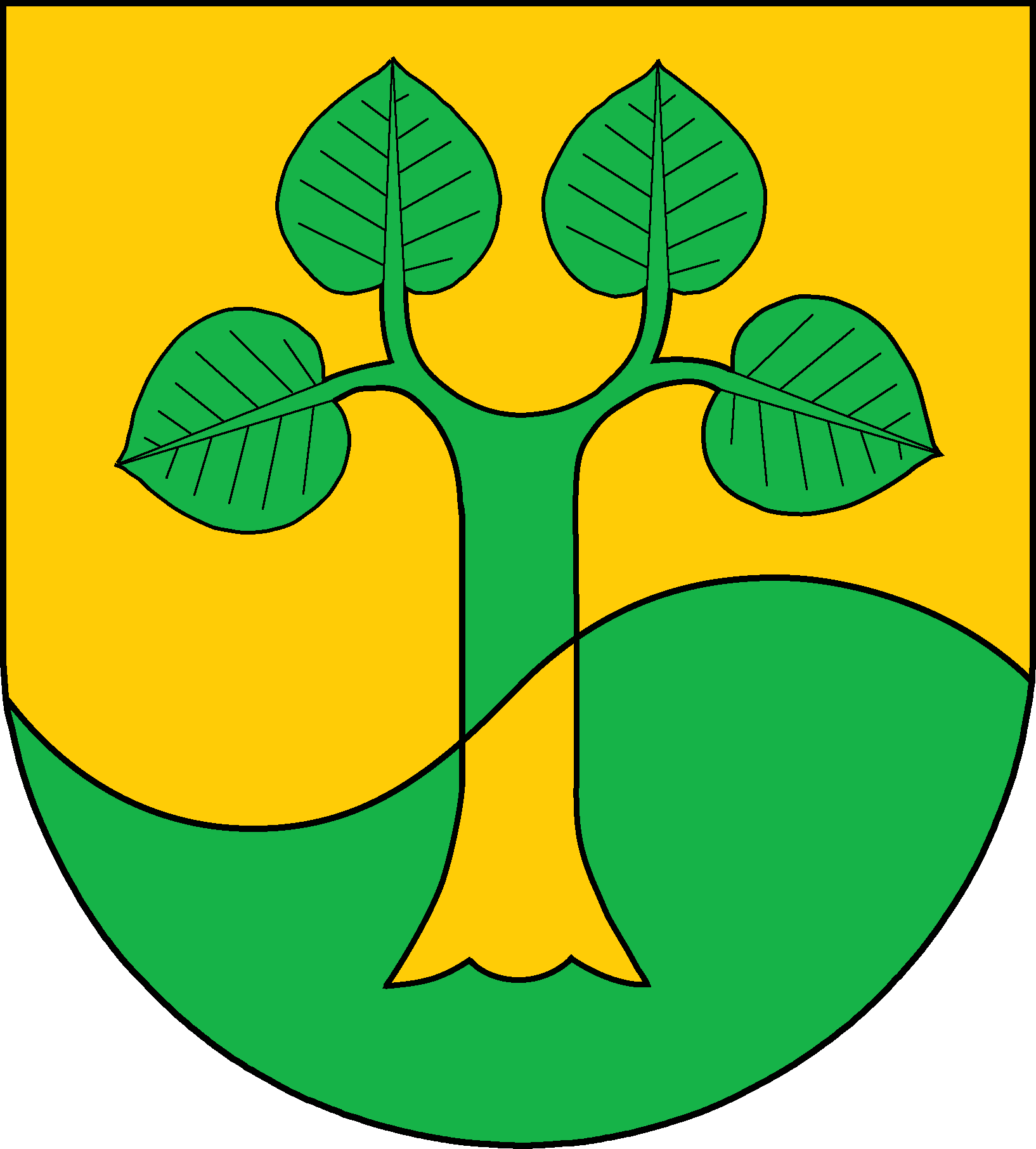

Нинборстель (нем. Nienborstel) — коммуна в Германии, в земле Шлезвиг-Гольштейн. 
Входит в состав района Рендсбург-Экернфёрде. Подчиняется управлению Хоэнвештедт-Ланд.  Население составляет 601 человек (на 31 декабря 2010 года). Занимает площадь 16,37 км².